# Blindspot
Blindspot er en amerikansk tv-serie i genre kriminalitet/ drama/ action, som begyndte at vises den 21 september 2015 i USA på tv-kanalen NBC. Serien er skabt af Martin Gero, og i hovedrollerne ses Sullivan Stapleton, Jaimie Alexander og Rob Brown.

## Medvirkende
- Sullivan Stapleton som Kurt Weller
- Jaimie Alexander som Remi "Jane Doe" Briggs (født Alice Kruger)
- Rob Brown som Edgar Reade
- Audrey Esparza som Natasha "Tasha" Zapata
- Ashley Johnson som Patterson
- Ukweli Roach som Robert Borden
- Marianne Jean-Baptiste som Bethany Mayfair
- Archie Panjabi som Nas Kamal
- Luke Mitchell som Roman Briggs (født Ian Kruger)
- Michelle Hurd som Ellen "Shepherd" Briggs